# Enrico Gasparri
Enrico Gasparri (25 juillet 1871 – 20 mai 1946) est un cardinal italien, théologien et diplomate, neveu du cardinal Pietro Gasparri qui fut le signataire des accords du Latran.

## Biographie
Enrico Gasparri est né à Ussita, province de Macerata, dans la région des Marches. Il est ordonné prêtre le 10 août 1894, à l'âge de 23 ans. Il fait ses études à Rome et obtient ses diplômes de théologie sacrée, de philosophie et de droit in utroque iure (« dans les deux droits », c'est-à-dire en droit civil et en droit canon). Il exerce son ministère pastoral à Rome jusqu'en 1898.
Le pape Benoît XV le nomme archevêque in partibus de Sébastée (de) le 9 décembre 1915 et l'envoie le même jour en Colombie en tant que délégué apostolique. Le 12 décembre 1915, il est consacré par le
cardinal Vittorio Ranuzzi de' Bianchi avec comme co-consécrateurs Donato Raffaele Sbarretti Tazza et Luigi Ermini. Le 20 juillet 1917, Mgr Gasparri est nommé nonce apostolique en Colombie (en), avec les pleins pouvoirs diplomatiques. Le 1er septembre 1920, le pape lui confie la charge de nonce apostolique au Brésil (en).
Il retourne ensuite à Rome, où, au consistoire du 14 décembre 1925, il est créé cardinal avec le titre de cardinal-prêtre de Saint-Barthélemy-en-l'Île (San Bartolomeo all'Isola), à l'âge de 54 ans. Cette nomination fait alors figure d'exception par rapport au Code de droit canonique de 1917, selon lequel deux membres d'une même famille ne peuvent appartenir au Sacré Collège.
Le 18 mai 1933, le pape Pie XI le nomme préfet de la Signature apostolique, et le 16 octobre suivant le cardinal Gasparri devient cardinal-évêque de  Velletri. Il fut l'un des cardinaux électeurs du conclave de 1939 qui élut le pape Pie XII.

## Succession apostolique
Enrico Gasparri a ordonné les évêques suivants :
- Évêque Antonio María Pueyo de Val (es), C.M.F. (1918)
- Archevêque Emanuel Gomes de Oliveira (pt), S.D.B. (1923)
- Évêque Justino José de Sant'Ana (1925)
- Évêque Henrique César Fernandes Mourão (pt), S.D.B. (1925)
- Évêque Antônio Mazzarotto (de) (1930)
- Évêque Salvatore Rotolo (it), S.D.B. (1937)